# Таш-Башат (Ошская область)
Таш-Башат (кирг. Таш-Башат) — село в Узгенском районе Ошской области Кыргызстана. Входит в состав Алтын-Булакского аильного округа. Код СОАТЕ — 41706  255 860 03 0

## Население
По данным переписи 2023 года, в селе проживало 520 человек.